# 義家弘介
義家 弘介（よしいえ ひろゆき、1971年3月31日 - ）は、日本の政治家・教育者。「ヤンキー先生」のニックネームで知られる。 
衆議院議員（4期）、参議院議員（1期）、文部科学大臣政務官（第2次安倍内閣）、文部科学副大臣（第3次安倍第1次改造内閣・第3次安倍第2次改造内閣）、自由民主党財務金融部会長、法務副大臣（第4次安倍第2次改造内閣）、衆議院法務委員長、衆議院文部科学委員長を歴任した。東北福祉大学特任准教授を経て、松蔭大学コミュニケーション文化学部特任教授。北海道芸術高等学校チーフアカデミックディレクター。NPO法人あきらめない特別顧問。過去に横浜市教育委員、警察庁バーチャル社会のもたらす弊害から子どもを守る研究会、第1次安倍内閣で教育再生会議委員を務めた（内閣官房教育再生会議担当室室長、参議院議員転出で退任）。

## 経歴
長野県長野市で生まれる。1986年3月、長野市立若穂中学校卒業。同年4月、長野県長野東高等学校入学。1987年、長野県長野東高等学校2年生の時に暴力事件を起こし、進路変更（中退）。両親に絶縁される。児童相談所を経て里親に預けられる。1988年4月、北海道余市郡余市町の北星学園余市高等学校第2年次編入学。1990年3月、北星学園余市高等学校卒業。同年4月、明治学院大学法学部法律学科推薦入学。
1993年、オートバイの事故。北海道札幌市内の大学進学のための大手予備校に勤務。1995年3月明治学院大学法学部法律学科卒業。同年11月、北海道内の小・中・高校生向け学習塾である（株）れんせい（練成会グループ）小樽練成会へ就職し、塾講師となる
1999年4月、母校・北星学園余市高等学校の教師となる。2000年4月、北星学園余市高等学校36期生1年B組の担任（教諭）となる。2001年9月、同校で大麻事件が発生。大量逮捕者を出し、学校存続の危機に陥る。
2005年3月31日、同校を退職。同年4月1日、横浜市教育委員会教育委員に就任。2006年4月、東北福祉大学や一新塾の特任講師に就任。同年10月 - 内閣官房教育再生会議担当室室長に就任。2007年、東北福祉大学特任准教授に就任。同年6月、内閣総理大臣・安倍晋三からの要請を受諾し第21回参議院議員通常選挙に比例区で自由民主党から出馬を表明。同年7月29日、第21回参議院議員通常選挙で初当選。
2010年、影の内閣「第1次谷垣自由民主党シャドウ・キャビネット」文部科学副大臣。2011年、亀井善太郎後継で自民党神奈川県第16区支部長就任。2012年10月22日、「安倍自由民主党シャドウ・キャビネット」文部科学大臣。同年11月20日、第46回衆議院議員総選挙自民党第二次公認候補者選定において、神奈川16区立候補公認となる。同年11月30日、12月4日の自動失職を前に参議院議員を辞職。同年12月16日、第46回衆議院議員総選挙において神奈川16区で初当選。同年12月27日、第2次安倍内閣で文部科学大臣政務官に就任。2013年9月30日、文部科学大臣政務官を退任。
2014年4月、松蔭大学コミュニケーション文化学部特任教授。同年12月14日、第47回衆議院議員総選挙の小選挙区では落選したが、比例南関東ブロックで復活当選（2選）。2015年10月9日、第3次安倍第1次改造内閣で文部科学副大臣に就任。2017年8月22日、自民党政務調査会 財務金融部会長。
同年10月22日、第48回衆議院議員総選挙の小選挙区で当選（3選）。2019年9月13日、第4次安倍第2次改造内閣で法務副大臣に就任。2020年10月26日、衆議院法務委員長に就任。
2021年10月31日、第49回衆議院議員総選挙の小選挙区では落選したが、比例南関東ブロックで復活当選（4選）。同年11月11日、衆議院文部科学委員長に就任。
2022年9月8日、義家と世界平和統一家庭連合（旧統一教会）との関係が自由民主党より公式に発表された。
同年11月18日、衆議院選挙区の新しい区割りである「10増10減」の改正公職選挙法案が参議院で可決された。神奈川県内の選挙区は17から20に増え、神奈川16区の区域は「厚木市、伊勢原市、海老名市」に変わった。
2023年1月7日、自宅の階段で転落し骨盤や肋骨などを骨折、全治6か月の重傷を負い入院した。
2024年2月、ツイッターアカウントを突然削除。直前の1月末、政治資金パーティー収入の裏金問題への関与が発覚（363万円をキックバックされていた）。
同年10月6日、石破茂首相は第50回衆議院議員総選挙に向けて、政治資金パーティー裏金事件で党員資格停止の処分を受けた議員などを公認しないことを決めるとともに、義家ら裏金議員43人について比例代表への重複立候補を認めない方針を示した。10月15日、総選挙公示。新しい神奈川16区からは義家、立憲民主党現職の後藤、日本維新の会新人の伊左次美江、日本共産党新人の山本瑞恵ら計5人が立候補した。公明党は16日までに、出馬した計46人の裏金議員のうち、義家ら35人を推薦した。自民党は裏金問題や統一教会問題、10月23日に発覚した非公認候補への2000万円支給問題などで逆風が吹き荒れた。義家、後藤両陣営は新たに選挙区に加わった海老名市に勝負をかけた。後藤は海老名駅付近で「相手候補は、神奈川県唯一の裏金議員！」と訴え、義家は休日は積極的に地元のイベントに参加した。後のない戦いとなった義家を公明党は全面的にバックアップした。10月27日、総選挙執行。投票締め切りの20時にJNNは後藤の当選確実を報じ、後藤は6期目の当選を果たした。比例重複が認められなかった義家は議席を失った。裏金事件に関係した候補者は18勝28敗だった。
2025年1月6日、支持者に対し、同年3月末をもって政界を引退する意向であることを表明した。

## 政策・主張

### 税制
- 2012年の公開アンケートにおいて、消費税を2014年4月に8%、2015年10月に10%まで引き上げる法律が成立したことについて「法律通りに引き上げるべきだ」と回答している[34]。
- 2014年]の公開アンケートにおいて、「2017年4月に消費税率を10%に引き上げるべきだ」と回答している[35]。
- 2017年の公開アンケートにおいて、消費税10%に「賛成」と回答している[36]。
- たばこ税の増税に反対している[37]。

### 体罰禁止の見直し
- 2007年、教育再生会議第一次報告において、体罰に関して、「現状では教師は毅然とした指導ができない。両手両足を縛って『戦ってください』と言うのは無責任だ」として、1948年の法務省（当時）による「生徒に対する体罰禁止」の通達の見直しを訴えた[38]。
- 文部科学行政に関して「教育公務員特例法等の一部を改正する法案（平成28年10月18日改正）」や「学校教育法の一部を改正する法案（平成29年3月10日）」などの成立に尽力した。第1回目の自民党教育再生実行本部　教育委員会制度改革分科会では義家は座長を務めた[39]。義家は体罰などについて「体罰は学校教育法で禁じられている。（中略）こんなことは絶対許されない」としている[40]。

### 有害図書・ポルノ規制
- 青少年に有害な漫画・アニメ・ゲーム・映画を規制する青少年健全育成基本法PTの座長[要出典]。
- 花王の性教育教材「からだのノート」を児童ポルノとして紹介した[41][42]。
- 青少年健全育成基本法の成立を要望している社団法人全国教育問題協議会を支持している[43]。

### 八重山教科書問題
- 教科書無償措置の協議会の決定とは異なる教科書を採択した竹富町教育委員会に対して、教科書無償措置法違反且つ協議会の決定に背いたとして問題視した。違法状態であるのに働きかけを行わない当時の文科省は、無責任体質であると批判した。また、文科省は竹富町に対して是正措置が行えるとも主張した。さらに、沖縄県教育委員会に対しては、地方教育行政法と教科書無償措置法の優劣を具体的に示さずに竹富町を納得させるような議論が行われている現状を批判している[44]。
- 安倍内閣で文部科学大臣政務官を務めていた時には実際に竹富町を訪れ、竹富町教委の教育長と委員長と面会し、国から無償措置がなされていない教科書を使用している現状を是正するように促したが、採択権は教委にあると委員長に反論されている。さらに「民主的な手続きを経た採択地区協議会の答申には拘束力がある。その結論に『気にくわないから従わない』では民主主義が成立せず、日本の教育行政は壊れる」と批判した際には、町教委で話し合う意向は示したものの、教育長から憲法の理念を理解していないと拒否された。そして義家は竹富町教委が従わなければ、是正要求する考えを示唆した[45]。一方、『週刊金曜日』誌では、この時竹富町は教科書無償措置の協議会で採択された教科書を採用するように恫喝したと報じた[46]。

### モリカケ問題
- 森友学園問題について、雑誌Will2月号の取材に対して「一部メディアが『特定人物』の証言を、事実確認」「しないまま報道し、それを受けて野党が国会で徹底追及し、議論を空転させる」と批判した。さらに「緊迫する半島情勢を考えれば、当時の国会審議は無責任」として、野党の姿勢も批判している[47]。
- 加計学園問題について、『WiLL』誌2月号の取材に対して「獣医学部新設の過程に総理の意向など一切入る余地はない」として、一連の疑惑を否定した。義家は「専門家で構成する設置審議会での議論で可否が判断される現行の制度では、外部から影響を及ぼすことは出来ない」としたうえで「総理どころか文科大臣すら介入することは出来ない」としている。さらに前川元次官を「朝日新聞に利用されている」として、朝日新聞を「バランスを失ったマスコミ」として批判した[48]。

### 教育関係
- 朝鮮学校への補助金に対して「（民主党が）に選挙目当てで導入している。（中略）民主党政権はそれを一切無視して施行に踏み切っていった」と非難している。義家は教育には「正義と責任、自他の敬愛と協力を重んずるとともに、公共の精神に基づき、主体的に社会形成に参画し、その発展に寄与する態度を養う、伝統と文化を尊重し、我が国の郷土を愛するとともに、国際社会の平和と発展に寄与する態度を養うことというふうに定められ」ているとして、朝鮮学校はこれに値しないという認識を示した[49]
- 広域通信制高校の改善策を検討していた専門家会議が2017年7月末に審議まとめを当時の文部科学副大臣であった義家に提出している。広域通信制の課題を長年認識していながら長年解決に至っていなかったが、ウィッツ青山学園高等学校の就学支援金不正受給事件から1年半で支援金事務の適正化や、学校設置認定の厳格化などの対応を行った。産経新聞はこれについて、不登校経験者を受け入れる高校で教鞭をとっていた義家が見直しに深く関わったとしている[50]。
- 全国指定都市市長会から「発達障害等により通級による指導を受けている児童生徒は10年前と比較すると約2.3倍、日本語指導が必要な児童生徒は約1.6倍となっている。今後も増加が予想される中、各自治体が個に応じた教育機会を提供するためには、安定的・計画的に教員の採用・配置・育成を行える環境を、国が確保する必要がある。また、義務教育段階における教育水準の維持向上を図ることは国の責務であり、日本語指導が必要な児童生徒について、「地域の自治体・企業・経済団体との連携を強化すべき」と、あたかも国が責任を放棄し、地方に負担を転嫁するかのような考えは到底受け入れることができない。 」とする要望を受けている[51]。文科副大臣の時に次世代の学校指導体制強化のためのタスクフォースの座長になり[52]、次世代の学校指導体制の在り方についてまとめている[53]。
- いじめ問題、不登校、学力低下、モンスターペアレントの増加、性教育の内容、若者の年金未納などのすべて諸悪の根源は日教組と戦後教育にある、などと主張している[54]。
- 教職員組合の加入率が年々減少傾向にあることに対して、調査は管理職や組合活動が盛んではない高校までに及んでおり、これらを取り除くと加入率は上昇するとの考えを示した。そして文科省は、日教組を放置するなと言う世論と日教組とは協力していかねばならない現状との板挟みになり、既述のような加入率が低くなるマジックを使ってきた。そのため加入率が減ってきたからと言って、組合問題は解決していないと述べている[55]。
- 「教育勅語精神の保守」の必要性を説いている[56][57]。義家は2017年04月07日、幼稚園など教育現場の毎日の朝礼で子供たちが教育勅語を朗読することについて「教育基本法に反しない限りは問題のない行為」と答弁した[58]。
- ジェンダーフリー教育に反対し[38]、「男子による女子のいじめが起きる背景のひとつには、近年進められたジェンダーフリー教育が考えられる。」などと述べている[59]
- 全国的に事故が多発している組み体操について、「組み体操はかけがえのない教育活動で、悪いことではない。それを文科省が規制するのは違う」と主張している[60][61]。

### その他
- 日本軍が慰安婦を強制連行したとする主張を否定している[62]。
- 性別を否定する主張や、選択的夫婦別姓制度の導入に反対している[63][64]。
- 同性婚制度の導入に反対している[65]。
- 日本は太平洋戦争において無条件降伏はしていないとしている[66]。

## 宗教との関係

### 統一教会との関係
- 義家は統一教会の関連組織「世界戦略総合研究所」の2010年6月の定例会で講師を務めた[67][68]。
- 2013年2月、統一教会幹部の阿部正寿は、エマヌエル阿部有國の筆名で『安倍政権の強みがわかる―日本 [精神] の力』（平成出版）を出版。同月7日、出版記念パーティーが憲政記念館で開かれ[69][70]、義家は同パーティーに、上野通子、下村博文、磯﨑仁彦、中川秀直とともに出席した[71][72]。
- 2022年9月8日に義家の統一教会との関係が自由民主党より公式に発表された[15]。
  - 日本経済新聞は2022年9月8日、「自民党調査で世界平和統一家庭連合（旧統一教会）側との接点が確認された所属国会議員」として、義家が【関連団体の会合に議員本人が出席し講演】していたことを報道した

### 統一教会および全国教育問題協議会との関係
- ジャーナリストの有田芳生が公開した統一教会の内部文書には、「なお資料等足りない場合は本部A[73]部長まで連絡下さい。対策上直接山谷事務所に連絡することはやめて下さい。又Aさんも自民党の先生方を集めた全国教育問題協議会の事務をしている関係上名前を変えています。勝共のAは使っていません」と書かれていた[74][75][76]。A氏は、1975年に行われた統一教会の合同結婚式に参加し、韓国人と結婚しており、江利川安栄統一教会会長（第7代）の側近を務めた人物であり、[要出典]内部文書が公開された当時、全国教育問題協議会（全教協）で事務の仕事をしていた。そして2022年7月17日の時点で、山谷えり子と有村治子は全教協の顧問を、A氏は役員を務めていた[76][77][78]ことが公式サイトで公表されていたが、2022年8月4日までに削除された[78][79]。義家は少なくとも2014年から全教協の顧問を務めている[80][81]。
- 全教協は、高橋史朗が「こども庁」の名称の問題を指摘し、それを受けた顧問の山谷らが「こども家庭庁」への変更働きかけ運動の拠点のひとつにしていた場所である[76]。2021年12月4日、全教協は《こども庁を蝕む「家庭」解体派に警鐘を　全教協役員会》という記事を公式サイトで更新しており、そこには「小渕優子自民党組織運動本部長、義家弘介衆議院議員、山谷えり子参議院議員、有村治子参議院議員、上野通子参議院議員、石橋林太郎衆議院議員が教育問題で直面する課題と国会での活動内容について熱い思いを伝えました。」と書かれていた[82]。この日の会合には、前述のA氏も出席していた[83][84]。
- 2013年8月21日、全教協理事長の訪問に対し、義家は「全教協の日ごろの活動に敬意を表します。要望内容については、正に同感です。さらなる取り組みに期待します。」と述べた[85]。
- 義家は2010年9月6日に全教協が自民党会館会議室において開催した教育懇談会で講演をした[86]。
- 義家は2014年8月18日に全教協が開催した第34回教育研究大会で1時間の基調講演をした[87]。
- 義家は2015年6月26日に全教協が自由民主会館8階大ホールにおいて開催した第35回教育研究大会で基調講演スピーカーを務めた[88]。

### 幸福の科学との関係
- 2008年10月11日、新興宗教「幸福の科学」の関連団体「いじめから子供を守ろうネットワーク」が主催したシンポジウムで、義家は基調講演を行なった[89][90]。シンポジウムのパネルトークには、義家、田中順子（「幸福の科学」の政治団体「幸福実現党」広報本部長）、森口朗（「幸福の科学」の私塾「ハッピー・サイエンス・ユニバーシティ」のアソシエイト・プロフェッサー）、矢内筆勝（「幸福の科学」の政治団体「幸福実現党」総務会長兼出版局長）、井澤一明（1991年に幸福の科学入局）らが参加した[89]。
- 2008年11月29日、義家は幸福の科学の関連団体「いじめから子供を守ろうネットワーク」が主催したシンポジウムで基調講演を行なった[89]。パネルトークには前述の田中順子、森口朗、矢内筆勝、井澤一明が参加した[89]。

## 人物

### 中学時代
- 父親や周囲の大人への抵抗感から、髪を染める、不良ファッションに身を包む、飲酒、喫煙、夜中にバイクを乗り回す、誰振りかまわず喧嘩を売るなど、「不良」と呼ばれる数々の行為に手を染めていた[91][92]。

### 高校時代
- 高校2年生の頃に担任の頭にライターで火をつける騒ぎを起こし、学校側から進路変更処分を言い渡される。この件により父親から勘当され、児童相談所に預けられたが、その後里親に引き取られた[91]。
- 里親に引き取られた際、手首を切って自殺を図ったが病院に運ばれ失敗に終わった。死ぬことにさえ失敗し泣き続け、涙が枯れた後に「あと16年だけ生きてみる」と決断する[93]。
- 実父義家弘は、息子と当時の担任の反りが合わなかったことを問題点としており、1学期は学年でも上位の成績だったのが、二学期から登校拒否が始まり、昼夜逆転の生活になり姉の苦情に暴力で返すこともあった。しかし、その後入った北星余市高校の先生方の熱心な教育で無事に高校を卒業し、明治学院大学へ進学することができ、卒業式では思わず泣いてしまったと記述している[94]。
- 1988年1月、里親宅の新聞で「北星学園余市高校、中退者不登校者受け入れ」の記事を読み、自分の全てを賭ける決意をし後に教師として教壇に立つ北星学園余市高校への入学を決心する[95]。

### 大学時代
- アルバイトの帰り道、運転していたオートバイで転倒し、民家の石垣に腹から激突し、オートバイ事故を起こす。その際、入院し見舞いに訪れた恩師の「あなたは私の夢だから」という言葉により「教育」の道を歩くことを決意[96]。

### 教師時代
- 高校を中退した自分の教え子と結婚する。結婚1年半後に妊娠が判明し、後日出産[97]。
- 「日の丸」と「君が代」の強制に反対していた[98]。
- 生徒による大麻事件を機に辞職。苦しみながらも指導部長として覚せい剤を使用した学生に『退学原案』を出す。連日深夜まで続く職員会議の中、生徒から議論が記された資料（薬物学習会の決定等）が届く。多数決の結果、無期停学となる。学校は覚せい剤と全面対決することを決断、覚せい剤使用に関して指導方針を出す[99]。
- かつていじめっ子に躾をするために、用具がボコボコになるまで4時間事実上の監禁を行ったと、雑誌上の対談で語った[100]。

### 政治家時代
- 平成29年11月15日衆議院文部科学委員会にて、加計学園に関連して学部設置認可について質問を行い、大学設置・学校法人審議会に対して外部からの意向がおよぶようなことはないとの答弁を得ている。また同質疑において、前川喜平元文科省事務次官が獣医学部設置について問題視していた内容を国家戦略特区において一度も取り上げた形跡がなかったことも明らかになったとしている。京都産業大学を排除したという趣旨のメディア報道についても答弁において京都産業大学が自ら辞退したことがはっきりしたと述べている[101]。
- 法務省が事前に参院選に出馬の意思がないことを確認した上で「社会を明るくする運動」のPRビデオ（法務省製作）に出演したが、後に自民党からの立候補を表明、特定の公職選挙候補者を支援しているものとの誤解を受けるため法務省はビデオを回収した。ビデオの制作費は839万円だった[102][103][104]。
- 2013年、神奈川県厚木市の成人式に来賓として参列した際、小選挙区選出議員であり尚且つ文部科学大臣政務官であるのにもかかわらず、小選挙区では落選し比例で復活当選した民主党の後藤祐一が自分より先に紹介されたことについて、Facebookで「地元選出代議士は、自民党・義家ひろゆきである。（中略）たかが、紹介の順番では済まされない。選挙、民意、民主主義を軽んじる、もっといえば、否定する話ではないだろうか」と述べ[105]、同市にも抗議した[106]。
- 2020年東京オリンピック・パラリンピックに向けた受動喫煙対策の審議の際、初鹿明博から喫煙習慣の有無を問われ、「生活習慣としてたばこを吸っている」と回答している[107]。
- 『現代ビジネス』は2017年6月の記事で「義家は母校を離れてから急速に保守化していったのですが、それは義家が現代の教育に危機感を覚えてからというよりは、義家を高く評価してくれる組織やメディアに従った『ヤンキー先生』像を演じるなかでそうなったと考えた方が自然かと思われます。そうすると、北星余市高校時代の『ヤンキー先生』としての原点すら、疑わしいものになってしまいます。義家には『自分』というものがないのでは、と言い換えてもいいかもしれません」と実利主義的に主張を変えてきたと説明している[108]。
  - 義家の議員時代以前からの親交のある江原啓之が2017年6月14日放送の『5時に夢中!』で、学校法人加計学園の獣医学部新設計画を巡る「総理のご意向」文書の再調査に関して、義家に「かつての義家先生はどこへ行かれたのかな」と苦言を呈した。13日の参院農水委員会で「一般論として、当該告発の内容が法令違反に該当しない場合、非公知の行政運営上のプロセスを上司の許可無く外部に流出させることは国家公務員法違反になる可能性があると認識しております」と告発した職員を処分する可能性に言及した義家に江原は「かつての義家先生はどこへ行かれたのかなと思って。ホントに今日のニュースは、残念に思ってます。今これがホントに義家先生の考え方でしょうかね?こういうふうになるために議員になられて、ホントにお幸せですか?今のようになりたかったんですか?それとも今、苦しい立場にいらっしゃるのかもれない。初心に返って、正義を貫くという義家先生に帰っていただきたいというふうに願っています」と、苦言を呈していた[109]。

## 不祥事
- 2020年6月10日の衆議院本会議において、新型コロナウイルス対策のための補正予算の審議中に、審議とは関係のないスパイミステリー小説「戦場のアリス」を熟読していた[110][111]。

### 裏金問題
政治資金パーティー収入の裏金問題を受けて、義家は2024年1月31日、自身が代表を務める自由民主党神奈川県第十六選挙区支部の政治資金収支報告書を訂正した。
- 2020～22年の3年分に、安倍派からの寄付計363万円を加えた。訂正された報告書によると、内訳は20年86万円、21年98万円、22年179万円で、寄付の日付はいずれも「不明」と記されていた[112]。

- 義家の事務所は、朝日新聞の取材に、派閥のパーティー券収入の還流分であることを認め、「派閥側からの指示により、記載できていなかった」と説明した。同様の寄付は18年に2万円、19年に4万円あったという[112]。

## 選挙歴
| 当落 | 選挙                     | 執行日         | 年齢 | 選挙区                   | 政党       | 得票数     | 得票率 | 定数 | 得票順位 /候補者数 | 政党内比例順位 /政党当選者数 |
| ---- | ------------------------ | -------------- | ---- | ------------------------ | ---------- | ---------- | ------ | ---- | ------------------ | ---------------------------- |
| 当   | 第21回参議院議員通常選挙 | 2007年07月29日 | 36   | 比例区                   | 自由民主党 | 22万3068票 |        | 48   | /                  | 10/14                        |
| 当   | 第46回衆議院議員総選挙   | 2012年12月16日 | 41   | 神奈川16区               | 自由民主党 | 9万8958票  | 40.66% | 1    | 1/4                | /                            |
| 比当 | 第47回衆議院議員総選挙   | 2014年12月14日 | 43   | 比例南関東（神奈川16区） | 自由民主党 | 10万1627票 | 45.17% | 22   | 2/3                | 3/8                          |
| 当   | 第48回衆議院議員総選挙   | 2017年10月22日 | 46   | 神奈川16区               | 自由民主党 | 11万508票  | 46.91% | 1    | 1/3                | /                            |
| 比当 | 第49回衆議院議員総選挙   | 2021年10月31日 | 50   | 比例南関東（神奈川16区） | 自由民主党 | 11万4396票 | 45.40% | 22   | 2/2                | 5/9                          |
| 落   | 第50回衆議院議員総選挙   | 2024年10月27日 | 53   | 神奈川16区               | 自由民主党 | 6万6952票  | 33.5%  | 1    | 2/5                | /                            |

## 主な著書
- 『不良少年の夢』（2003年5月7日、光文社、ISBN 4-334-97392-2）
- 『ヤンキー母校に生きる』（2003年10月4日、文藝春秋、ISBN 4-16-365370-8）
- 『熱血! ヤンキー先生』（2004年4月28日、ぶんか社、ISBN 4-8211-8082-0） - 漫画。画は森左智。
- 『ヤンキー先生のたからもの』（2004年10月22日、光文社、ISBN 4-334-97466-X）
- 『私の夢 俺の希望』（2005年3月23日、PHP研究所、ISBN 4-569-64139-3） - 瀬戸内寂聴との共著。
- 『君はひとりじゃない』（2005年4月、大和出版、ISBN 4-8047-6116-0）
- 『ヤンボコ ―俺が北星余市を去るまで―』（2005年4月26日、文藝春秋、ISBN 4-16-366910-8）
- 『ヤンキー先生の教育改革』（2005年6月、幻冬舎、ISBN 4-344-00794-8）
- 『ヤンキー最終戦争 -本当の敵は日教組だった-』 （2010年6月、ISBN 978-4819111065）
- 『この国の教育をどうするか? 真の「美しい国」「美しい教育」のために今やるべきこと』（未刊、大和出版）

## 出演
- 春の大感動スペシャル・ヤンキー母校に帰る 〜超不良が母校の熱血教師に! 日本一泣ける卒業式まで（TBS、2003年4月9日）
- 土曜インタビュー2004にっぽん「一緒に行こうぜ! 〜教師・義家弘介〜」（NHK総合、2004年4月17日）
- ETV特集「転べ、それから立ち上がれ 〜ヤンキー先生・義家弘介〜」（NHK教育、2004年6月5日）
- ヤンキー先生!義家弘介の夢は逃げていかない（ニッポン放送、2005年10月9日 - 2009年3月29日）
- ザ!情報ツウ（日本テレビ）
- スッキリ!!（日本テレビ、木曜日担当）
- 福祉ネットワーク「この人と福祉を語ろう “ヤンキー先生”義家弘介さん」（NHK教育、2006年1月11日）
- Y-Y-Y（FM YOKOHAMA、2006年4月7日 - ）
- 生島ヒロシのおはよう一直線（TBSラジオ、2006年8月）
- 義家弘介のTalk and Talk（TOKYO FM、2006年10月7日 - 2007年3月31日）
- 特報首都圏「日曜夜 声を求める10代」（NHK総合、2006年10月27日）
- SMAP×SMAPスペシャル（関西テレビ・フジテレビ、2007年1月8日）
- SmaSTATION-6（テレビ朝日、2007年1月13日）

## テレビ・ドラマ・映画・漫画
- ヤンキー母校に帰る（2003年10月10日 - 12月12日、TBS） - 同年4月9日放送のドキュメンタリーが原案。
- ヤンキー母校に帰る 旅立ちの時 春の感動ドラマスペシャル『不良少年の夢』（2005年3月27日、TBS） - 自著『不良少年の夢』が原作。生徒時代がテーマ。
- 映画『不良少年（ヤンキー）の夢』（2004年作品） - 同上
- 漫画『ヤンキー愛を誓う』（小学館・2005年12月20日）

## 所属団体・議員連盟
- 自民党たばこ議員連盟[113]
- 日本教職員組合問題究明議員連盟（幹事長）
- 創生「日本」（事務局次長）
- 日本会議国会議員懇談会[38]
- 神道政治連盟国会議員懇談会[38]
- 親学推進議員連盟[38]
- 速やかな政策実現を求める有志議員の会
- 日本の前途と歴史教育を考える議員の会（事務局長）
- TPP交渉における国益を守り抜く会
- 特定非営利活動法人あきらめない（特別顧問）
- 特定非営利活動法人無形価値評価・認定センター（特別顧問）

## その他
- 2月 - 横浜市西区内にデザイナーズハウス一棟を購入。1階には学習机や、黒板を備えた教室・談話スペースが設置された事務所を設けた[114]。